# Barão de Caria
Barão de Caria é um título nobiliárquico criado por D. Luís I de Portugal, por Carta de 10 de Junho de 1864, em favor de José Homem Machado de Figueiredo Leitão, depois 1.º Visconde de Caria e 1.º Conde de Caria.
Titulares
1. José Homem Machado de Figueiredo Leitão, 1.º Barão, 1.º Visconde e 1.º Conde de Caria.